# کونرویت
کونرویت (به آلمانی: Kunreuth) یک شهر در آلمان است که در فورشایم واقع شده‌است. کونرویت ۱٬۳۵۸ نفر جمعیت دارد.